# 자크 칼로

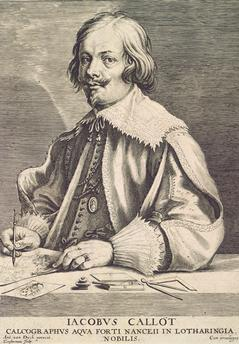
자크 칼로, 안토니 반 다이크(Anthony van Dyck) 작품

자크 칼로 (Jacques Callot, 1592년 Nancy 출생 – 1635년 Nancy 사망 )는 바로크 판화가이며 로렌 공화국 출신이다. 그는 군인, 술 주정꾼, 집시, 거지, 그리고 법정 모습등1400개 이상의 작품을 만들었다. 종교적이며 군대적인 모습들과 그런 전경들을 그렸다.오늘날 그의 가장 잘 알려진 작품은 The Great Miseries of War라는 제목의 18개의 판화 시리즈로 당시 유럽에서 일어나고 있던 30년 전쟁의 참화를 잘 나타내고 있다. (또는 전쟁의 비참함과 불행)

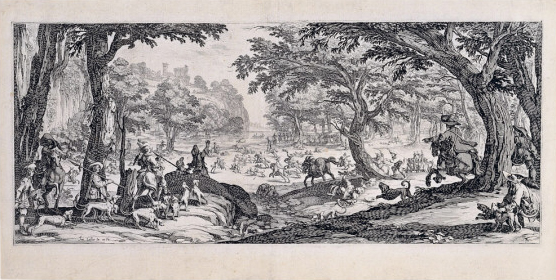
거대한 사냥

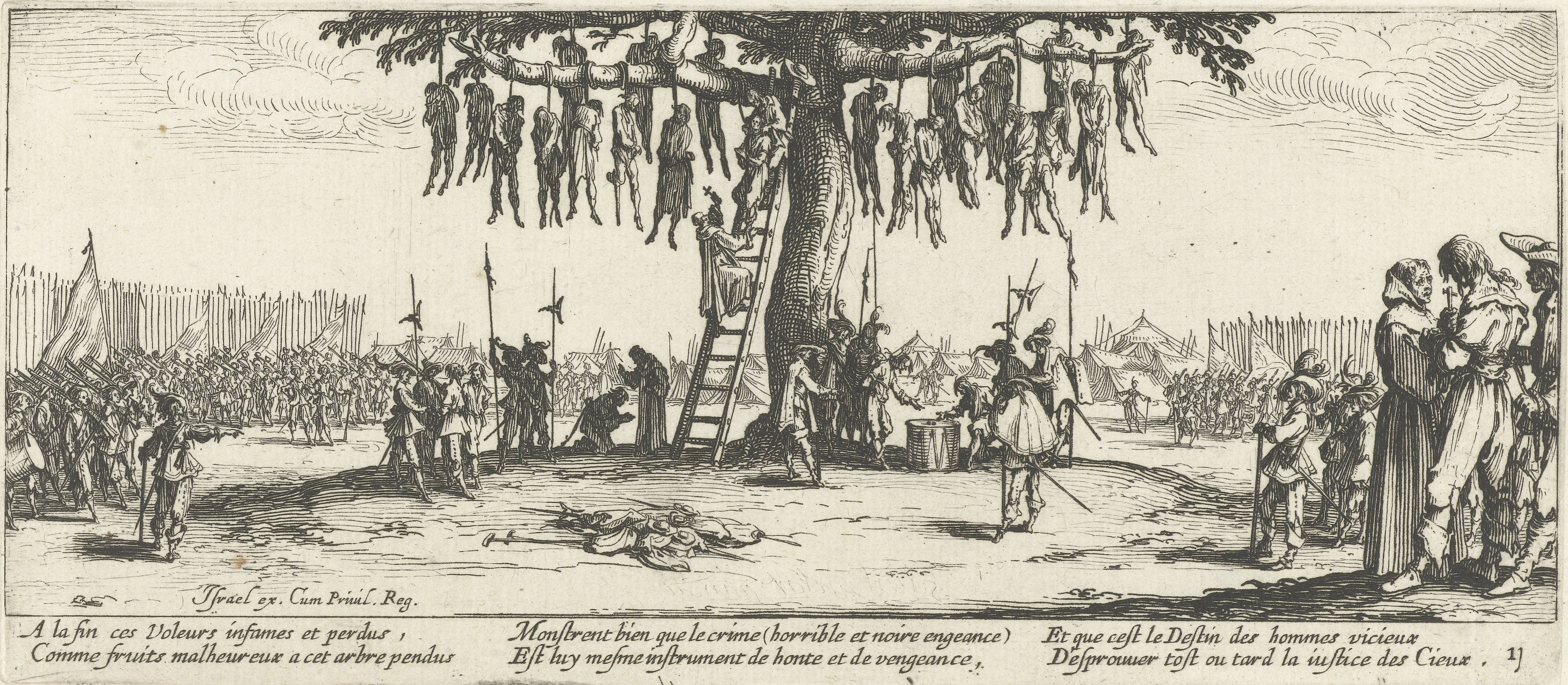
전쟁의 비참한 모습

그는 에칭(L'eau-forte) 또는 식각(화학약품의 부식작용을 응용한 소형이나 표면가공의 방법. 사용하는 소재에서 필용한 부위만 방식 처리를 한 후 부식시켜서 불필요한 부분을 제거하여 원하는 모양을 만든다)의 대가로 불린다. 그의 스타일은 선의 선명도와 잉크의 깊이로 특징지어지며, 약간의 번짐 현상이 있음에도 불구하고 그의 작품은 완벽한 가독성을 유지한다.

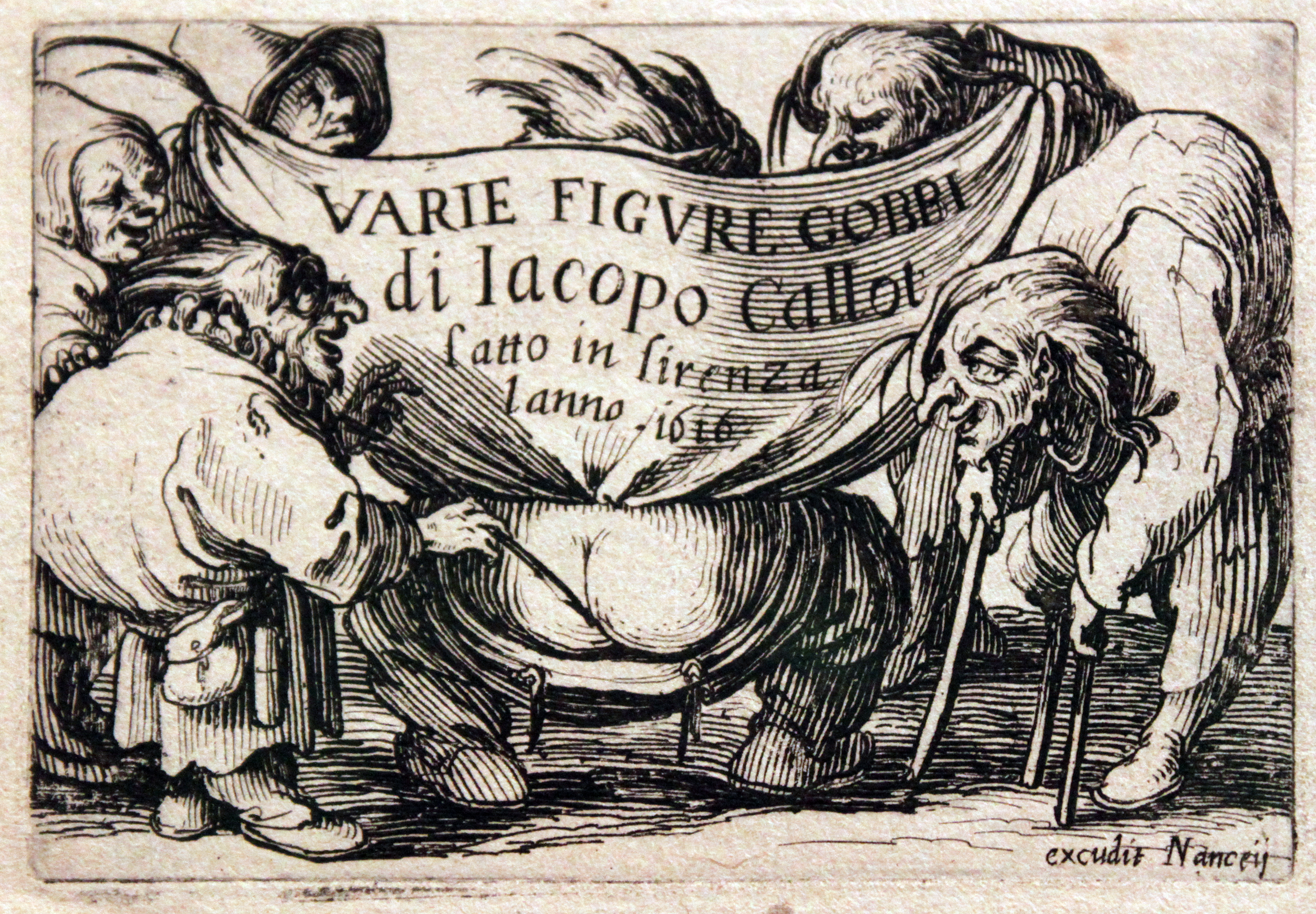
다양한 인물 Gobbi, Städelsches Kunstinstitut
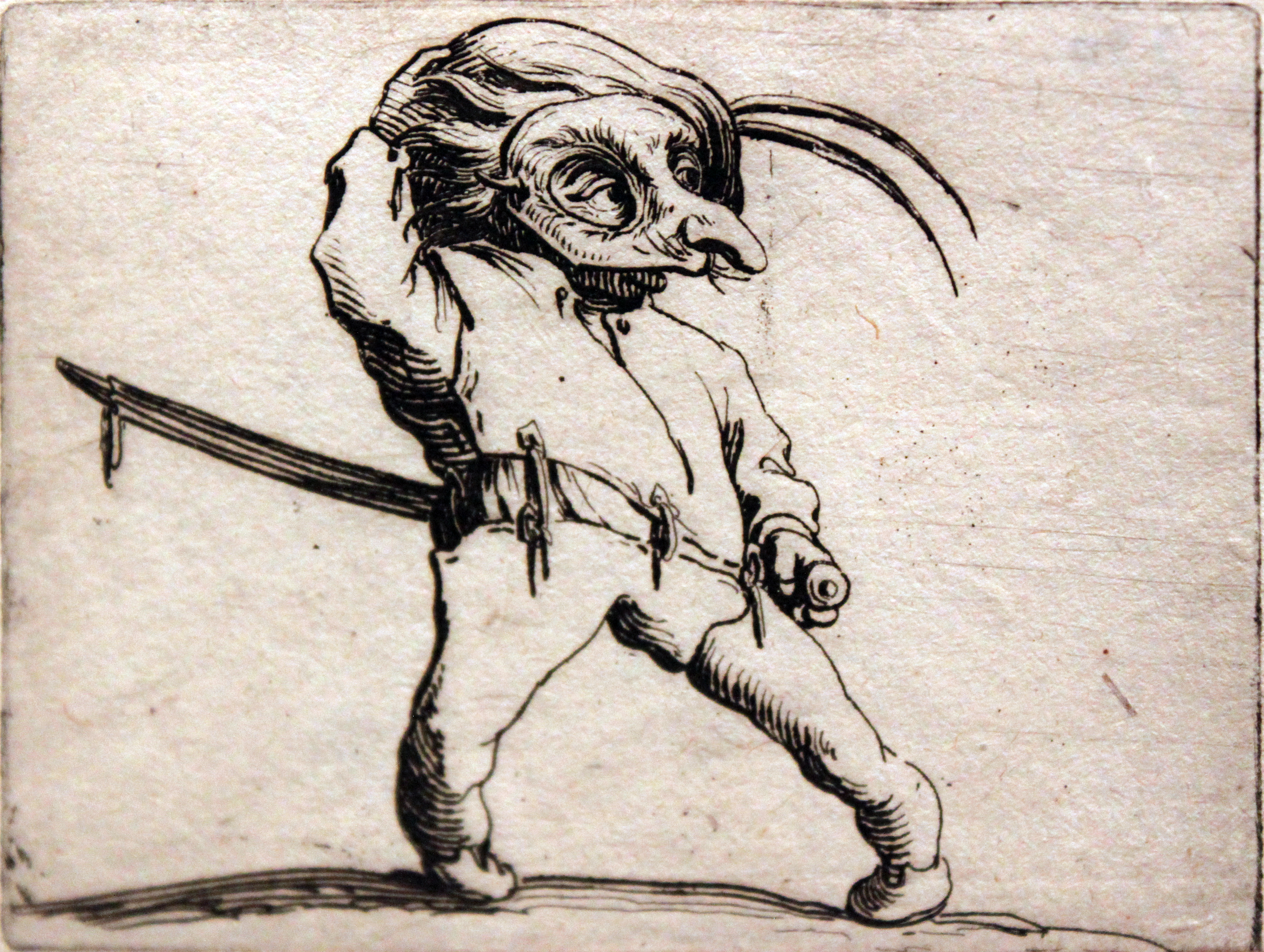
굽은 다리에 마스크를 쓴 난쟁이
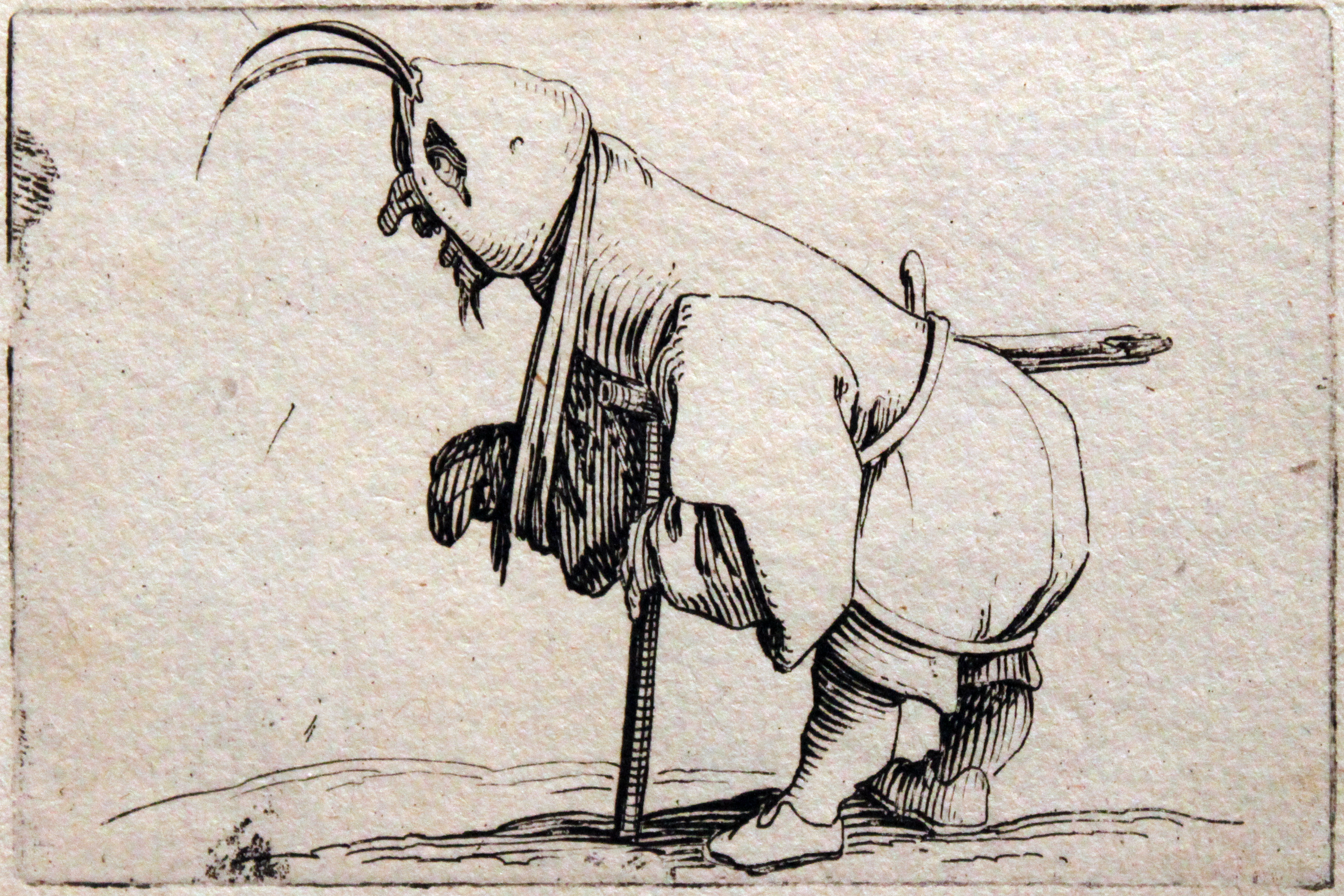
후드를 입은 난쟁이
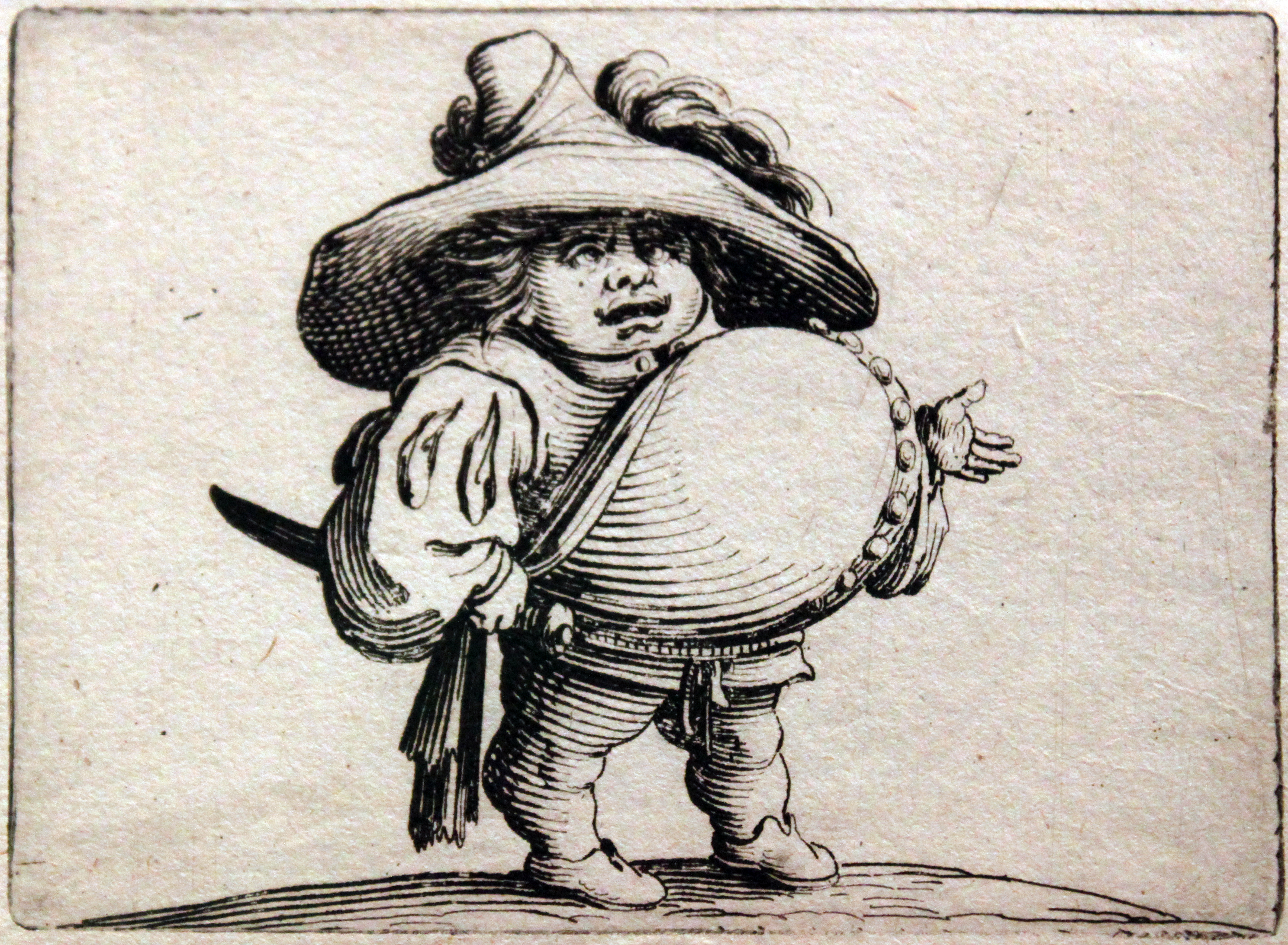
뚱보 난쟁이
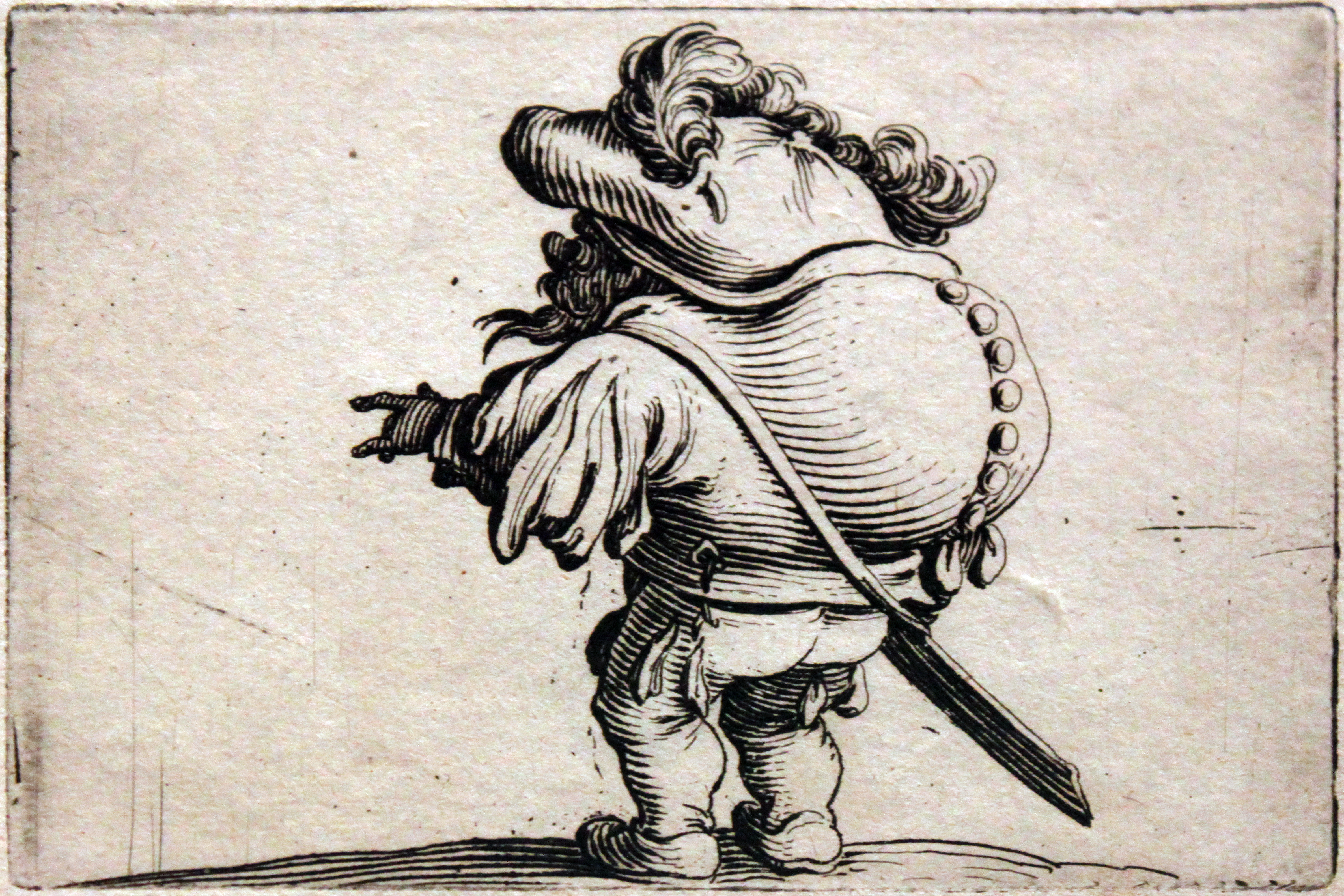
곱추 난쟁이
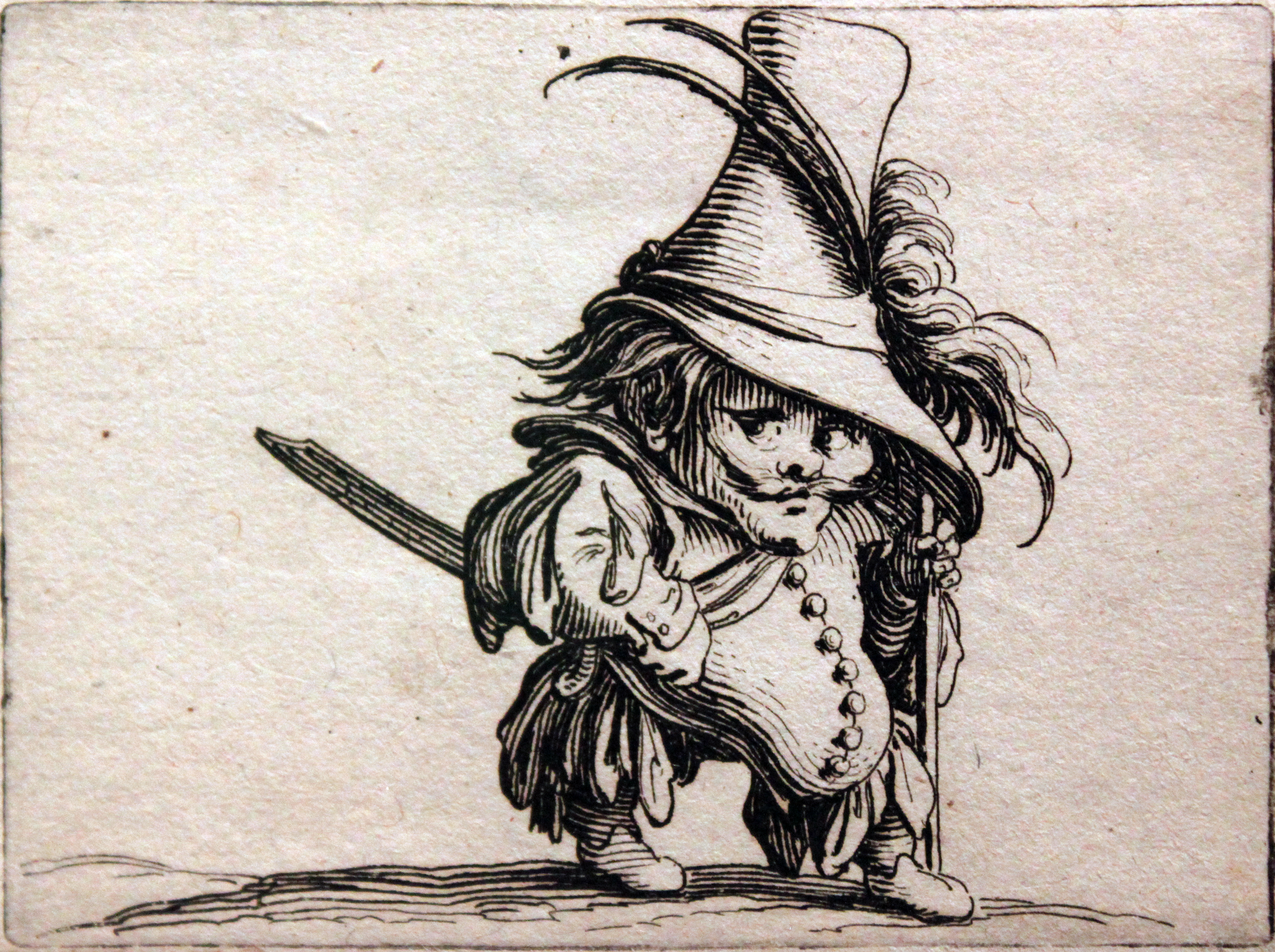
The Potbellied Dwarf with the Tall Hat
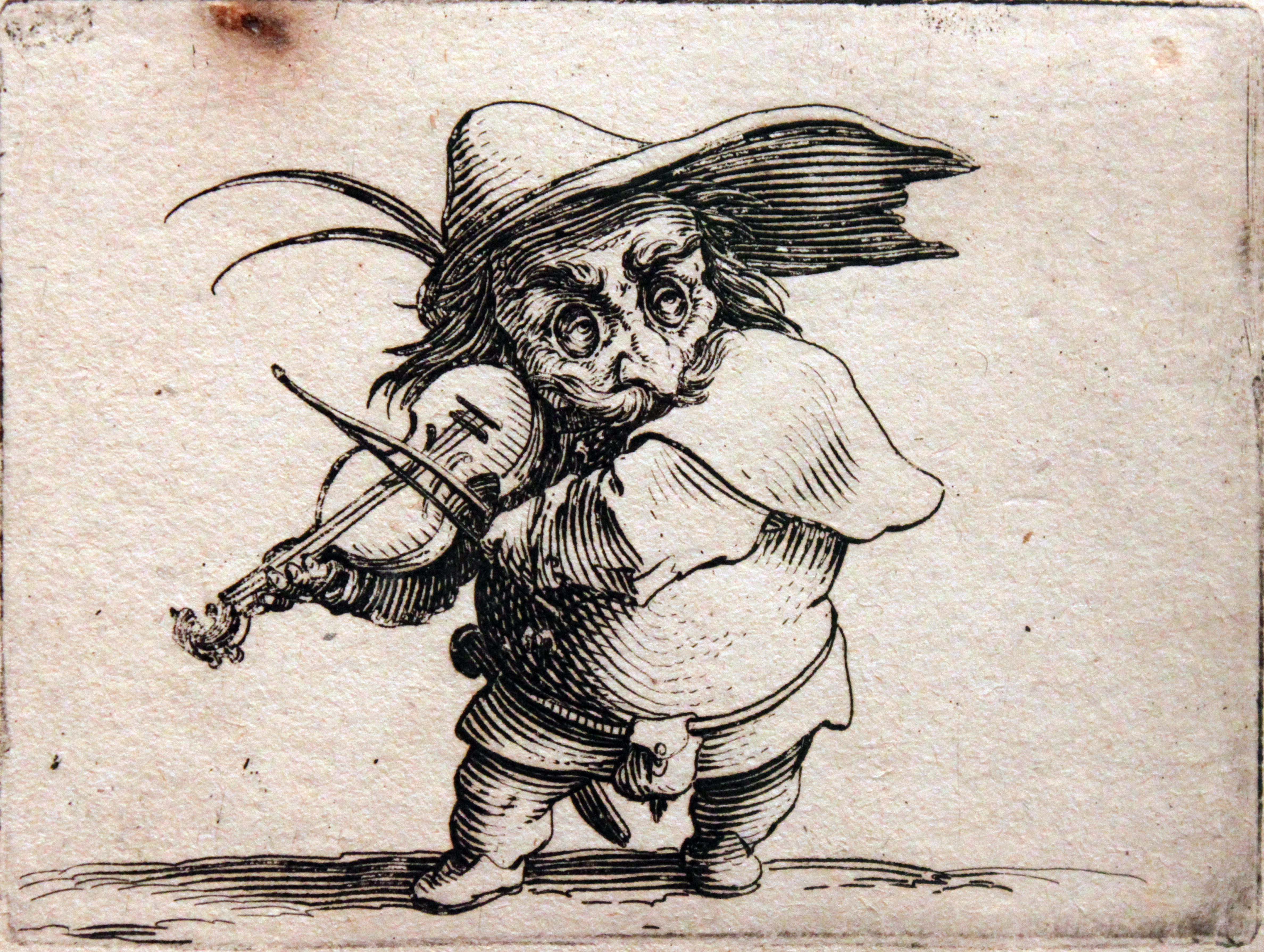
바이올린하는 난쟁이
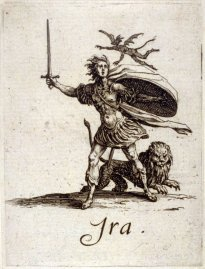
자크 칼로의 작품의 예

## 같이 보기
30년 전쟁

## 주된 작품들

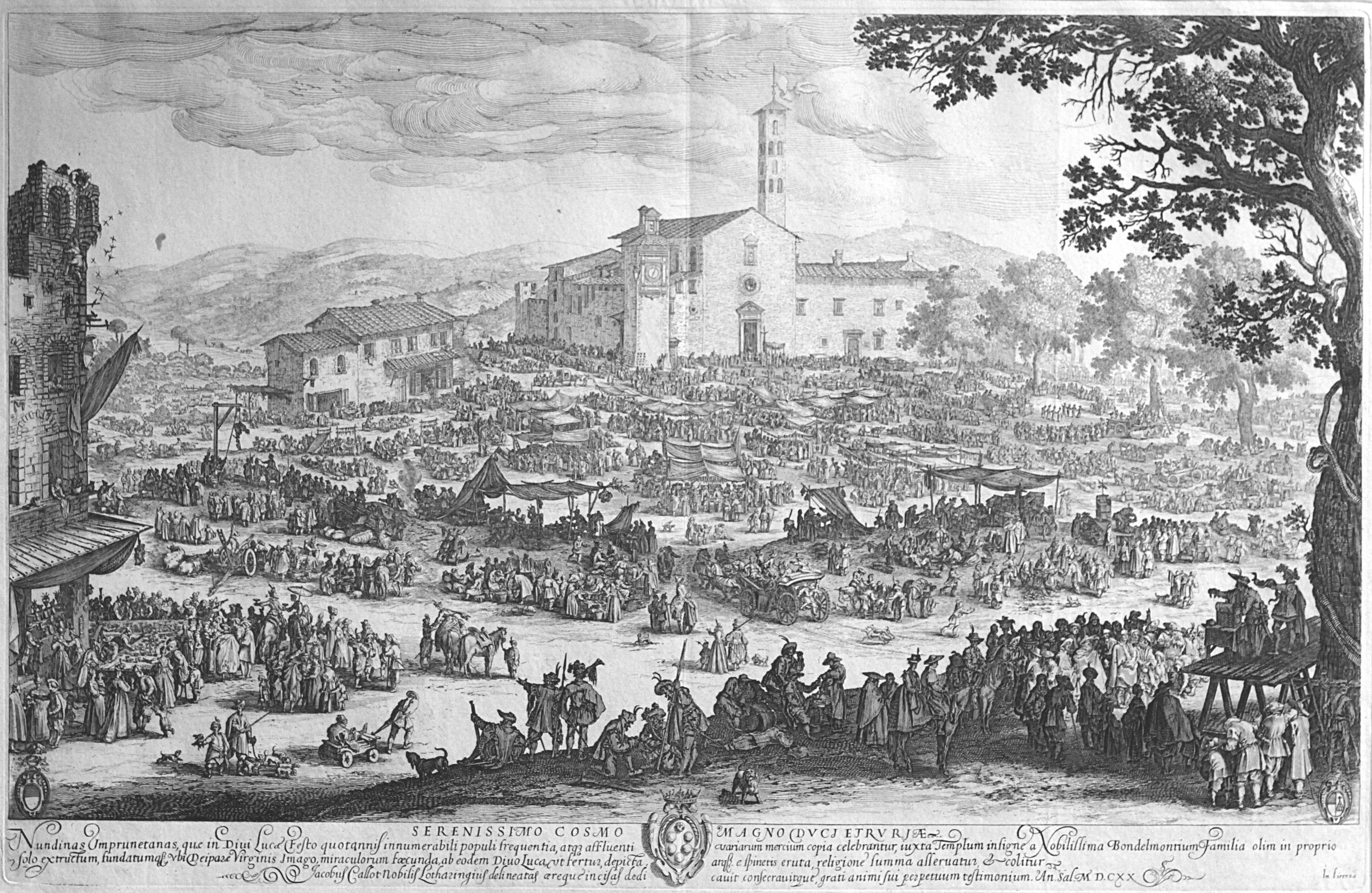
The Fair at Impruneta (1620).

- A large series depicting commedia dell'arte figures called Balli di Sfessania, in a simple, caricature-like style, from his years in Florence.
- Series on the Lives of Christ and Mary.
- Series on the story of the Prodigal Son.
- The Giant Tifeo beneath Mount Ischia (1617).
- The Fair at Impruneta (1620).
- The Fair at Gondreville (1624).
- The Temptation of St Anthony (1635, Fitzwillaim Museum).Temptation of Saint Anthony 보관됨 2018-02-02 - 웨이백 머신

## 참고 문헌
- A Hyatt Mayor, Prints and People, Metropolitan Museum of Art/Princeton, 1971, nos 455–460.ISBN 0-691-00326-2.
- DP Becker in KL Spangeberg (ed), Six Centuries of Master Prints, Cincinnati Art Museum, 1993, no 74 (Large Miseries of War), ISBN 0-931537-15-0.